# Borgarståndet i Finland

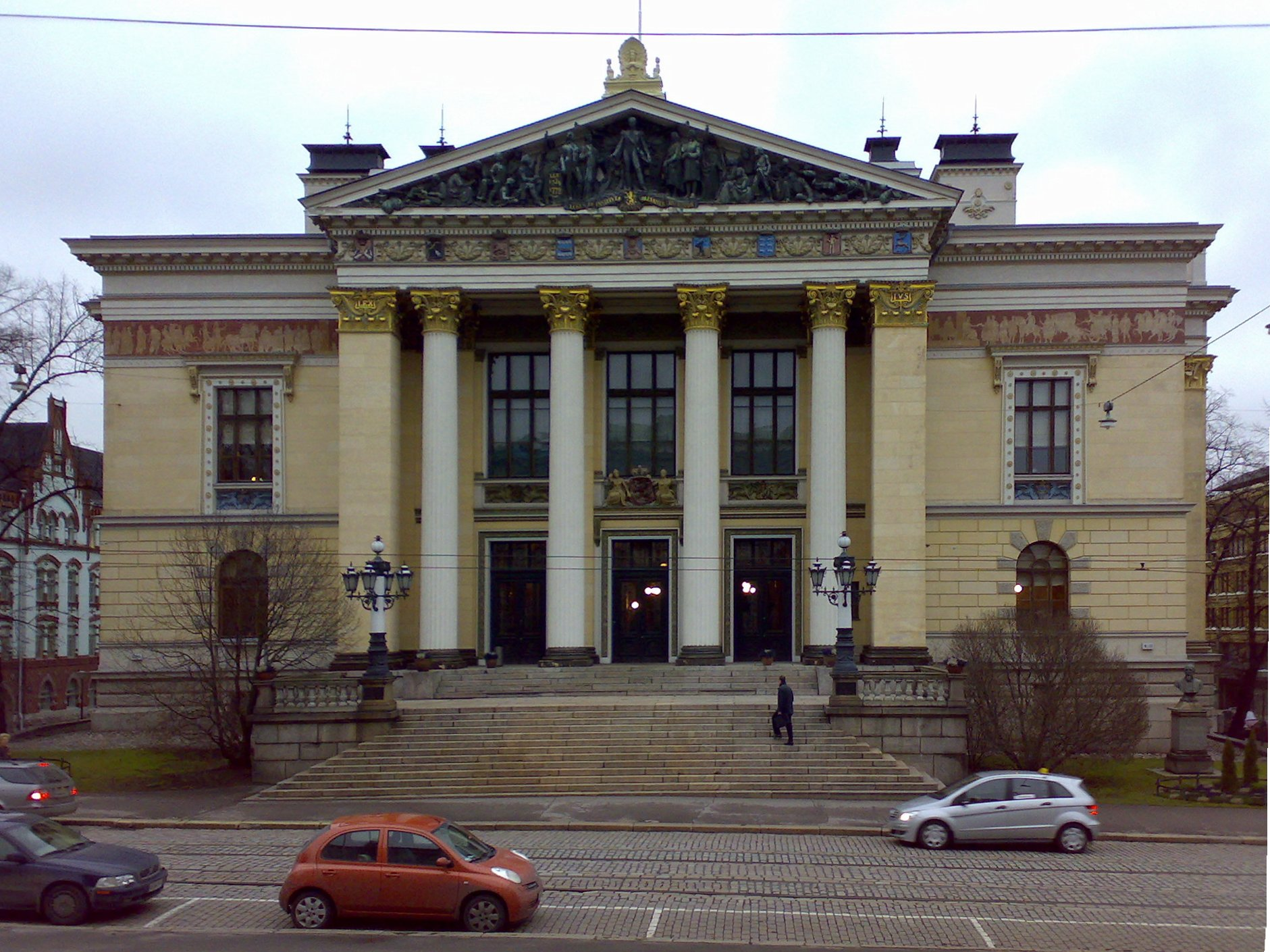
De ofrälse ståndens sammanträdeslokal, Ständerhuset i Helsingfors.

Borgarståndet var en politisk gruppering med representation vid lantdagarna i Storfurstendömet Finland fram till 1906. Samtliga finländska städer valde representanter till lantdagen, en lantdagsman per sex tusen invånare.
I den finländska lantdagen fanns det fyra samhällsgrupper med politisk representationsrätt, vilka förutom borgarståndet var adelsståndet, prästeståndet och bondeståndet. Sammansättningen var en direkt följd av hur representationen sett ut i Sveriges ståndsriksdag, där städerna representerats av det svenska borgarståndet. I Sverige och Finland utgjorde städernas borgare ett eget stånd med rätt till politisk representation skilt från bondeståndet vilket utgjorde ett fjärde stånd, men utanför norden samlades representationen för alla de som vare sig var adel eller präster i det tredje ståndet.
De röstberättigade i städerna var förutom magistrat och borgare även icke burskapsägande yrkes- och fabriksidkare samt fastighetsägare. Valbara var de män som fyllt 25 år och var bekännande kristna. Antalet lantdagsmän var 1809 i Borgå 19 stycken, och 38 stycken 1872. Talmannen utsågs av Finlands storfurste. 